# Пливање на Летњим олимпијским играма 2016 — 200 метара делфин за мушкарце
Пливачке трке у дисциплини 200 метара делфин за мушкарце на Летњим олимпијским играма 2016. одржане су трећег и четвртог дана пливачких такмичења, 8. и 9. августа на Олимпијском базену у Рио де Жанеиру. 
Учестовало је укупно 29 такмичара из 21 земље, а само такмичење се одвијало у три дела. Квалификације су одржане у подневном делу програма 8. августа, полуфинала у вечерњем термину истог дана када и квалификације, док је финале одржано дан касније. 
Златну медаљу освојио је репрезентативац Сједињених Држава Мајкл Фелпс која је финалну трку испливао у времену 1:53.36 минута. Сребро је припало репрезентативцу Јапана Масатоу Сакаију који је са временом од 1:53.40 минута заостао свега четири стота дела секунде иза победника, док је бронзана медаља припала Мађару Тамашу Кендерешију који је у финалу испливао резултат од 1:53.62 минута. 

## Освајачи медаља
|                   | Резултат |                    | Резултат |                       | Резултат |
|                   |          |                    |          |                       |          |
| Мајкл Фелпс (USA) | 1:53.36  | Масато Сакаи (JPN) | 1:53.40  | Тамаш Кендереши (HUN) | 1:53.62  |

## Рекорди
Уочи почетка трка у овој дисциплини важили су следећи светски и олимпијски рекорди:
| Светски рекорд    | Мајкл Фелпс | 1:51.51 | Рим, Италија | 29. јул 2009.    |
| Олимпијски рекорд | Мајкл Фелпс | 1:52.03 | Пекинг, Кина | 13. август 2008. |

Током такмичења нису постављени нови светски и олимпијски рекорди.

## Квалификације
Квалификационе трке у којима је учествовало 29 такмичара из 21 земље пливане су у подневном делу програма трећег дана пливачких такмичења. Пливало се у 4 квалификационе групе, а пласман у полуфинале остварило је 16 пливача са најбољим временима квалификација.
| Плас. | Трка | Стаза | Пливач                | Држава                    | Време   | Нап. |
| ----- | ---- | ----- | --------------------- | ------------------------- | ------- | ---- |
| 1.    | 3    | 3     | Тамаш Кендереши       | Мађарска                  | 1:54.73 | КВ   |
| 2.    | 4    | 4     | Ласло Чех             | Мађарска                  | 1:55.14 | КВ   |
| 3.    | 2    | 4     | Чад ле Клос           | Јужноафричка Република    | 1:55.57 | КВ   |
| 4.    | 3    | 2     | Грант Ирвин           | Аустралија                | 1:55.64 | КВ   |
| 5.    | 3    | 4     | Мајкл Фелпс           | Сједињене Америчке Државе | 1:55.73 | КВ   |
| 6.    | 2    | 5     | Масато Сакаи          | Јапан                     | 1:55.76 | КВ   |
| 7.    | 4    | 3     | Виктор Бромер         | Данска                    | 1:55.77 | КВ   |
| 8.    | 3    | 5     | Даија Сето            | Јапан                     | 1:55.79 | КВ   |
| 9.    | 4    | 6     | Леонардо де Деус      | Бразил                    | 1:55.98 | КВ   |
| 10.   | 2    | 7     | Ке Џенгвен            | Сингапур                  | 1:56.01 | КВ   |
| 11.   | 2    | 3     | Јевгениј Коптелов     | Русија                    | 1:56.13 | КВ   |
| 12.   | 4    | 7     | Кајо де Алмеида       | Бразил                    | 1:56.45 | КВ   |
| 13.   | 1    | 4     | Симон Шедин           | Шведска                   | 1:56.46 | КВ   |
| 14.   | 3    | 6     | Лауис Кроенен         | Белгија                   | 1:56.48 | КВ   |
| 15.   | 4    | 8     | Хонатан Гомез         | Колумбија                 | 1:56.65 | КВ   |
| 16.   | 2    | 6     | Ли Џухао              | Кина                      | 1:56.72 | КВ   |
| 17.   | 4    | 5     | Јан Свитковски        | Пољска                    | 1:56.73 |      |
| 18.   | 3    | 7     | Стефанос Димитријадис | Грчка                     | 1:56.76 |      |
| 19.   | 4    | 2     | Дејвид Морган         | Аустралија                | 1:56.81 |      |
| 20.   | 1    | 2     | Том Шилдс             | Сједињене Америчке Државе | 1:56.93 |      |
| 21.   | 3    | 1     | Карлос Пералта        | Шпанија                   | 1:56.98 |      |
| 22.   | 1    | 5     | Роберт Жбогар         | Словенија                 | 1:57.05 |      |
| 23.   | 4    | 1     | Себастијен Русо       | Јужноафричка Република    | 1:57.33 |      |
| 24.   | 2    | 8     | Данил Пахомов         | Русија                    | 1:57.36 |      |
| 25.   | 2    | 1     | Жордан Коељо          | Француска                 | 1:58.62 |      |
| 26.   | 1    | 6     | Гал Нево              | Израел                    | 1:58.64 |      |
| 27.   | 3    | 8     | Ву Јуханг             | Кина                      | 1:59.04 |      |
| 28.   | 1    | 3     | Саџан Пракаш          | Индија                    | 1:59.37 |      |
| 29.   | 1    | 2     | Бредли Ашби           | Нови Зеланд               | 2:01.22 |      |

## Полуфинала
Прво полуфинале
| Плас. | Стаза | Пливач          | Држава     | Време   | Нап. |
| ----- | ----- | --------------- | ---------- | ------- | ---- |
| 1.    | 4     | Ласло Чех       | Мађарска   | 1:55.18 | КВ   |
| 2.    | 6     | Даија Сето      | Јапан      | 1:55.28 | КВ   |
| 3.    | 3     | Масато Сакаи    | Јапан      | 1:55.32 | КВ   |
| 4.    | 1     | Лауис Кроенен   | Белгија    | 1:56.03 | КВ   |
| 5.    | 5     | Грант Ирвин     | Аустралија | 1:56.07 |      |
| 6.    | 2     | Ке Џенгвен      | Сингапур   | 1:56.11 |      |
| 7.    | 7     | Кајо де Алмеида | Бразил     | 1:57.45 |      |
| 8.    | 8     | Ли Џухао        | Кина       | 1:57.62 |      |

Друго полуфинале
| Плас. | Стаза | Пливач            | Држава                    | Време   | Нап. |
| ----- | ----- | ----------------- | ------------------------- | ------- | ---- |
| 1.    | 4     | Тамаш Кендереши   | Мађарска                  | 1:53.96 | КВ   |
| 2.    | 3     | Мајкл Фелпс       | Сједињене Америчке Државе | 1:54.12 | КВ   |
| 3.    | 5     | Чад ле Клос       | Јужноафричка Република    | 1:55.19 | КВ   |
| 4.    | 6     | Виктор Бромер     | Данска                    | 1:55.59 | КВ   |
| 5.    | 7     | Јевгениј Коптелов | Русија                    | 1:56.46 |      |
| 6.    | 1     | Симон Шедин       | Шведска                   | 1:56.71 |      |
| 7.    | 2     | Леонардо де Деус  | Бразил                    | 1:56.77 |      |
| 8.    | 8     | Хонатан Гомез     | Колумбија                 | 1:57.47 |      |

## Финале
| Плас. | Стаза | Пливач          | Држава                    | Време   | Нап. |
| ----- | ----- | --------------- | ------------------------- | ------- | ---- |
|       | 5     | Мајкл Фелпс     | Сједињене Америчке Државе | 1:53.36 |      |
|       | 7     | Масато Сакаи    | Јапан                     | 1:53.40 |      |
|       | 4     | Тамаш Кендереши | Мађарска                  | 1:53.62 |      |
| 4.    | 6     | Чад ле Клос     | Јужноафричка Република    | 1:54.06 |      |
| 5.    | 2     | Даија Сето      | Јапан                     | 1:54.82 |      |
| 6.    | 1     | Виктор Бромер   | Данска                    | 1:55.64 |      |
| 7.    | 3     | Ласло Чех       | Мађарска                  | 1:56.24 |      |
| 8.    | 8     | Лауис Кроенен   | Белгија                   | 1:57.04 |      |